# Saint-Maur, Indre
Saint-Maur là một xã ở tỉnh Indre ở miền trung nước Pháp. Xã này có diện tích 70,31 km², dân số năm 1999 là 3340 người. Khu vực này có độ cao trung bình 154 mét trên mực nước biển.